# Islamisk socialism
Huvudartikel Religiös socialism
Islamsk socialism bygger på att man anser att islam stödjer de socialistiska idéerna om att ta hand om de svaga i samhället. En del arabiska socialistiska partier anser även att det finns stöd för förstatligande av naturtillgångar inom islams läror. Det finns både de som står för en marxistisk-leninistisk revolution och de som står för reformistisk socialism. Även partier utanför arabvärlden står för denna politik.